# Joseph Barclay Pentland

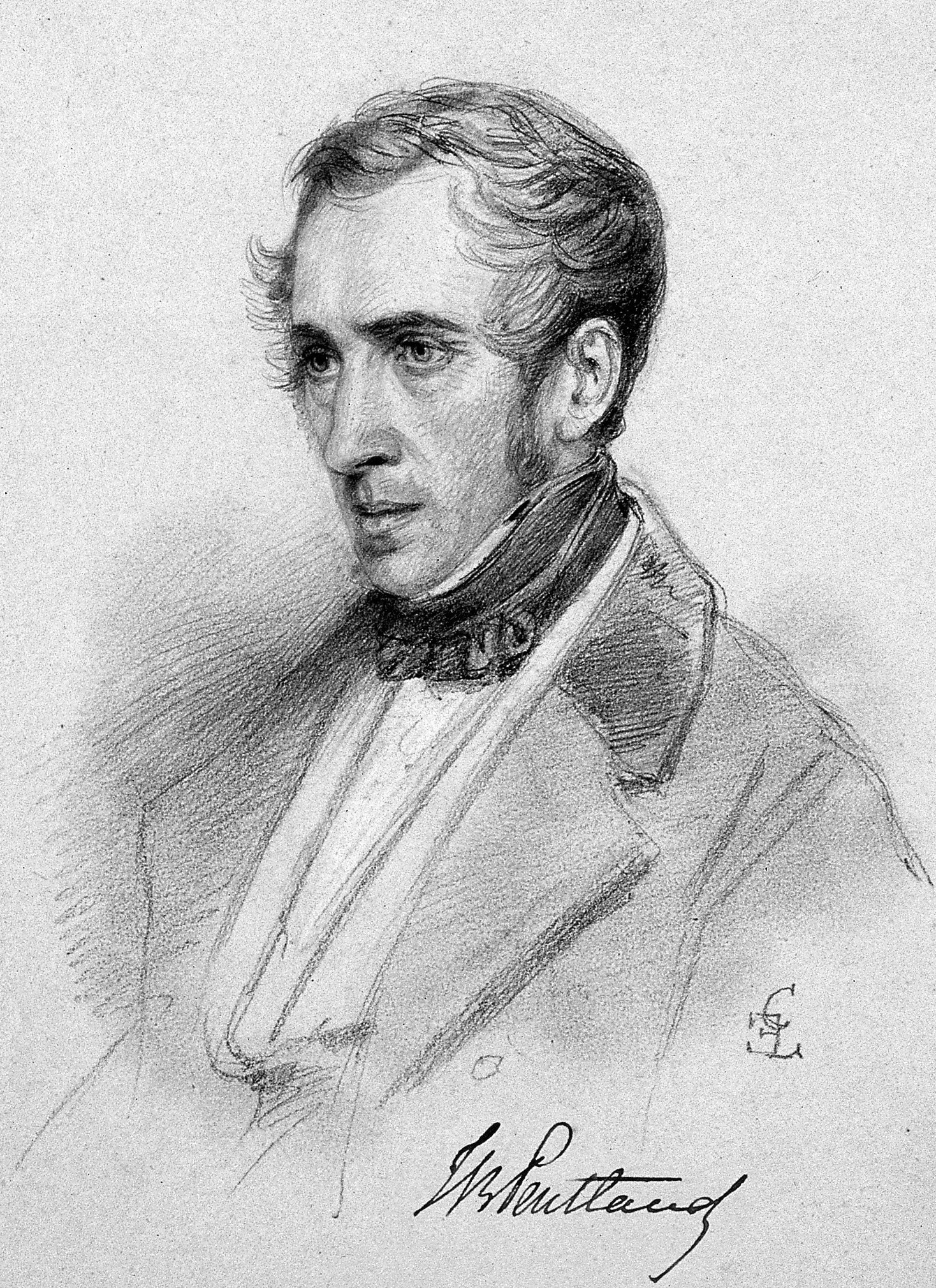
Bleistiftzeichnung Joseph Barclay Pentlands von Carlo Ernesto Liverati, signiert von Pentland

Joseph Barclay Pentland  (* 17. Januar 1797 in Ballybofey, County Donegal; † 12. Juli 1873 in London) war ein irischer Reisender und Naturforscher.

## Leben
Joseph Barclay Pentland, der schon in jungem Alter ein Waisenkind wurde, erhielt seine Ausbildung in Armagh und an der Pariser Universität, wo ihm seine Kenntnisse der vergleichenden Anatomie die Freundschaft des französischen Naturforschers Georges Cuvier einbrachte. Er wurde, von Cuvier und Alexander von Humboldt empfohlen, 1826 im britischen Konsulatsdienst in Südamerika angestellt und bereiste seitdem Peru, Chile und Bolivien. Mit Woodbine Parish vermaß er 1826–27 einen großen Teil der bolivianischen Anden, die bisher selten von Europäern aufgesucht worden waren. Insbesondere machte er sich durch zahlreiche astronomische Ortsbestimmungen, durch Höhenmessungen wichtiger Andengipfel wie dem Chimborazo, Illimani und Sorata sowie durch Bestimmung der Schneehöhen verdient. Ferner besuchte er auch den Titicacasee und stellte fest, dass dessen Abfluss der Río Desaguadero war, während dieser auf allen bisherigen Landkarten als Zufluss des Sees eingestuft worden war. 1836–39 fungierte Pentland als britischer Generalkonsul Boliviens. 1838 besichtigte er Cusco in Süd-Peru und zahlreiche interessante Örtlichkeiten in der Umgebung dieser Stadt. Er verfasste unter anderem die Schrift Notices of the Bolivian Andes and southern affluents of the rivers Amazonas and Beni (London 1836).
Später lebte Pentland wieder in Europa, und zwar seit 1845 meistens in Italien. Er war mit der Topographie und den Altertümern Roms derart gut vertraut, dass er bei zwei Besuchen des Prince of Wales in Rom zu dessen Reiseführer bestimmt wurde. Auch edierte er 1860 für John Murray die 9. Auflage des Handbook of Rome and its Environs, ebenso 1871/72 dessen 10. und 11. Auflage, ferner die 6. Auflage des Handbook for Travellers in Southern Italy (1868) und die 11. Auflage des Handbook for Travellers in Northern Italy (1869). Er half James Fergusson bei der Abfassung von dessen Sketches of the Antiquities of Cusco und Mrs. Somerville mit Informationen über die Geologie Südamerikas für ihre Physical Geography (1848).
Am 12. Juli 1873 starb Pentland, der das nach ihm benannte Mineral Pentlandit entdeckt hatte, im Alter von 76 Jahren in London und wurde auf dem Brompton Cemetery beigesetzt.
Der Mondkrater Pentland und die Pflanzenart Lobivia pentlandii sowie der Andentinamu (Nothoprocta pentlandii) sind nach ihm benannt.